# 血を流すカンザス
血を流すカンザス（ちをながすカンザス、英: Bleeding Kansas）、あるいは流血のカンザス（りゅうけつのカンザス、英: Bloody Kansas）、あるいは境界戦争（きょうかいせんそう、英: Border War）は、1854年から1861年のアメリカ合衆国カンザス準州および隣接するミズーリ州の町で起こった、政治的な一連の暴力的衝突である。対峙したのは自由州からカンザス準州に来た反奴隷制度を掲げる集団と、「ボーダー・ラフィアンズ」（境界の悪漢たち）と呼ばれる、隣接するミズーリ州（奴隷州）から入ってきた奴隷制度擁護派の集団だった。この衝突の中心的な原因は、カンザスが自由州としてアメリカ合衆国に加入するか、奴隷州として加入するかという問題だった。この衝突は奴隷制度に関する北部と南部の代理戦争となった。「血を流すカンザス」という言葉は「ニューヨーク・トリビューン」紙のホレス・グリーリーが初めて使ったとされている。この衝突がもたらした結果は直接南北戦争の前兆となった。
それまでのアメリカ合衆国は、奴隷所有者の利益と奴隷制度廃止運動家の抗議との平衡を取るためにもがいていた。「血を流すカンザス」問題が起きるきっかけは1854年に定められたカンザス・ネブラスカ法であり、これは1820年のミズーリ妥協を無効にするべく、住民主権の考え方を取り入れていた。住民主権は見かけ上民主主義的であり、各準州の住人が自由州を選ぶか奴隷州を選ぶかを決められるというものだった。しかし、結果としては両側の活動家が大挙して準州内に移住してくることになった。ある時点では、カンザス準州内に2つの政府ができ、それぞれが独自の憲法を持つことになったが、そのうちの1つだけが連邦政府に認知された。1861年1月29日、カンザスは自由州としてアメリカ合衆国への加入を認められた。それは南北戦争の始まりとなったサムター要塞の戦いが起きる3か月足らず前のことだった。

## 原因

自由州と奴隷州の変遷、1789年-1861年

アメリカ合衆国南部の文化に深く根付いていた奴隷制度の問題は、建国の時から意見が分かれて来ていた。アメリカ合衆国憲法は奴隷制度が保たれなければ批准されなかった可能性が強い。憲法には5分の3条項があり、アメリカ合衆国下院議員の各州定数を決める根拠として、州人口に州内奴隷人口の5分の3が加算されていた。これは奴隷州と自由州の利益のバランスを取るためのものだった。国が拡大し、新しい州を自由州として受け容れるか、奴隷州として受け容れるかという問題が生じたときに、奴隷制度に関する議論が大きくなり、どちらの方向に進むにしても権力の脆弱なバランスを崩す恐れがあった。1820年のミズーリ妥協はこのバランスを保つために行われた。後の1850年妥協は同じような目的で行われたが、国全体が内乱に突入する瀬戸際であり続けた。
1854年のカンザス・ネブラスカ法は、カンザス準州とネブラスカ準州を創設し、アメリカ人開拓者に土地を開放することになった。この法は、2つの準州が州に昇格するときに、奴隷制度を認めるか否かを住民に決定させるという取り決めも行っており、実質的にミズーリ妥協を撤廃するものだった。この住民に決めさせるという概念は現在「住民主権」と呼ばれ、アメリカ合衆国上院議員で、上院領土問題医委員会委員長を務めていたスティーブン・ダグラスが提唱したものだった。住民主権は、西部や北部の新領土に奴隷制度を拡大できる可能性を与えるものであり、南部州に譲歩する試みだった。この原則は、カンザス準州内で「無断居住者主権」とも呼ばれ、ルイス・カス上院議員によって実行を阻まれた。カスはそれにも拘わらず、「ワシントン・デイリー・ユニオン」に掲載された文書でそれに理論的な構造を与えることで「住民主権の父」という呼称を貰った。さらにカスは1848年に民主党の大統領候補にも指名されることにもなった。
当初、カンザス準州に入って来てそこを奴隷州にする奴隷所有者は少ないと思われていた。これは奴隷を活用して利益を出すにはあまりに北方にあると考えられたからだった。しかし、ミズーリ川に沿ったカンザス準州東部は、隣接して対岸にあるミズーリ州の「ブラックベルト」と同様に、奴隷を使用する農業に適していた。ミズーリ州のその地帯では州内奴隷の大半が働いていた。
カンザス準州に州政府を作り、そこをどのような州にするかという問題は、その境界を越えて高度に政治的なものになった。これに多くの理由があった。奴隷州であるミズーリ州は、その北にアイオワ州、東にイリノイ州という自由州に接するという奴隷州としては他に無いような所に位置していた。州内の大半に奴隷がおらず、奴隷所有者数は州人口に比べるとかなり少ないものだった。カンザスが自由州としてアメリカ合衆国に加入すると、ミズーリ州は3方を自由州に囲まれることになるはずだった。奴隷州と自由州の境界にあたる州では、奴隷解放、奴隷制度廃止運動および奴隷の逃亡が当たり前のように起こっていたので、側に自由州があることはミズーリ州の奴隷所有者にとって脅威だった。
アメリカ合衆国上院では各州に2人の議員が割り当てられることになっている。当時奴隷州の数と自由州の数が拮抗していたので、1つの州を加えることはそのバランスを崩し、奴隷州の既得権益を阻害する恐れがあった。

## 北部と南部からの動き

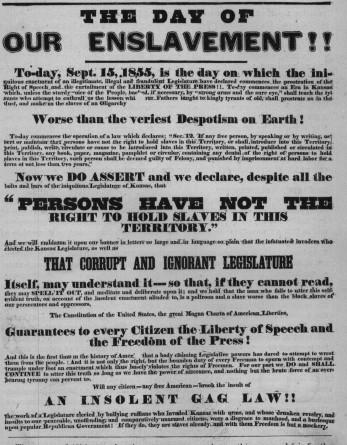
1855年の自由州側ポスター

カンザス準州に最初に来た組織された移民は、奴隷州、特に隣接するミズーリ州からの市民だった。彼等はカンザス準州に奴隷州拡大のために来ていた。これら移民によってレブンワースとアチソンに奴隷制度擁護派の開拓地が設立された。
これとほぼ同時に、北部の反奴隷制度組織、中でもニューイングランド移民援助会社が、カンザスに数千人の開拓者を移動させ、そこを自由州にするための資金を集めていた。これらの組織は、トピカ、マンハッタン、ローレンスなど準州内に自由州開拓地を設立するために貢献した。奴隷制度廃止運動家の説教師ヘンリー・ウォード・ビーチャー（1852年に出版された『アンクル・トムの小屋』の著者ハリエット・ビーチャー・ストウ夫人の弟）は、同士の開拓者をシャープス銃で武装させる資金を集めており、これは「ビーチャーの聖書」と呼ばれる精度の高いライフル銃の部隊になった。1855年夏までに約1,200人のニューイングランドのヤンキーが新準州に向かっており、武装して戦う用意ができていた。南部では、北部人3万人がカンザスに下ってきているという噂が広まり、1854年11月、大半はミズーリ州から、デイヴィッド・ライス・アッチソン上院議員の呼びかけで集まった「ボーダー・ラフィアンズ」と呼ばれた武装した奴隷制度擁護派の男達数千人が、州境を越えて準州内に入り、準州からアメリカ合衆国下院に送る代議院1名の選出を支配しようとした。登録有権者による投票は半数に満たず、ある場所では600人以上の投票者のうち合法投票者の数は20人に過ぎなかった。奴隷制度擁護派がこの選挙で勝利した。当時のカンザス準州には約1,500人の登録有権者がおり、その全てが実際に投票したわけではないのに、投票総数は6,000票以上になった。さらに重要なことは、ボーダー・ラフィアンズが、最初の準州議会議員の選挙が行われた1855年3月30日にも同じことを繰り返し、奴隷制度擁護派の勝利に終わらせたことだった。
奴隷制度擁護派で固まった準州議会は1855年7月2日にポーニーで招集されたが、一週間後にはミズーリ州境のショーニーミッションに移され、そこでカンザス準州で奴隷制度を合法化する法を成立させ始めた。1855年8月、自由土地派の一集団が結集し、準州議会で成立した奴隷制度擁護の法を拒絶する決議を行った。この集会ではトピカ憲法を起草し、影の政府を作った。フランクリン・ピアース大統領が1856年1月24日にアメリカ合衆国議会に宛てたメッセージでは、トピカの政府が正当な指導層に対する「革命」であると宣言していた。

## 暴力沙汰の始まり

### ワカルーサ戦争
1855年10月、ジョン・ブラウンが奴隷制度と戦うためにカンザス準州に入ってきた。11月21日、チャールズ・ドーという自由州人が奴隷制度擁護派の開拓者に撃たれ、「ワカルーサ戦争」が始まった。この戦いで唯一の死者はトマス・バーバーという自由州人だった。バーバーは、12月5日に侵入者の主力が宿営していたローレンスから6マイルほど（約10 km) の地で、銃で撃たれ殺された。

### ローレンス襲撃
それから数か月後の1856年5月21日、ボーダー・ラフィアンズの一団が自由州人の地盤であるローレンスに入り、自由州人のホテルに火を付け、新聞社2社とその印刷機を破壊し、家屋や店舗を荒らした。

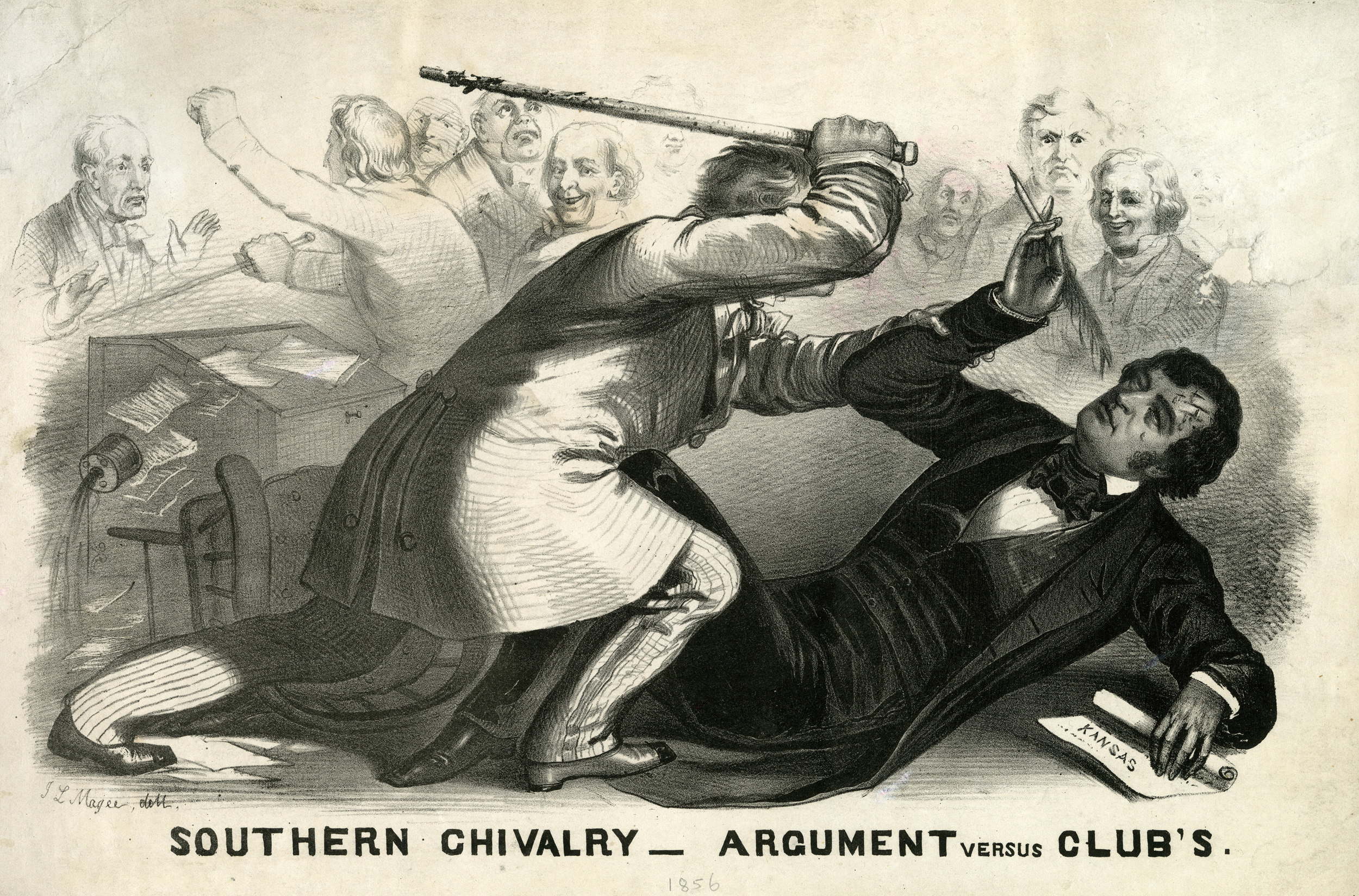
1856年、アメリカ合衆国上院議場でチャールズ・サムナーを攻撃するプレストン・スミス・ブルックス

翌5月22日午後、アメリカ合衆国上院議場で、サウスカロライナ州選出の民主党下院議員プレストン・スミス・ブルックスがマサチューセッツ州選出の上院議員チャールズ・サムナーを襲い、その杖でサムナーの頭を殴った（Caning of Charles Sumner）。サムナーは出血したその血で目が見えなくなり、よろめき歩いた末に倒れ、意識不明になった。ブルックスはその杖が折れるまでサムナーを殴り続けた。他の上院議員数人がサムナーを援けようとしたが、拳銃を構え、「そのままにしておけ」と叫ぶローレンス・キート下院議員に妨げられた。この事件は、その前にサムナーがカンザスでの奴隷制度擁護派の暴力沙汰を非難するために行った演説で、ブルックスの親戚議員アンドリュー・バトラーを侮辱したことに対する報復だった。サムナーはこのとき頭や首に受けた傷がもとで、3年間上院の議場に戻って来られなかった。サムナーは反奴隷制度派の殉教者になった。

### ポタワトミー虐殺
これらの出来事がジョン・ブラウンを動かし、カンザス準州で一群の男達を率い、ポタワトミー・クリークの奴隷制度擁護派開拓地を襲うことになった（ポタワトミー虐殺）。5月24日夜、ブラウンの息子のうち4人を含むこの集団が奴隷制度擁護派の男5人をその家から連れ出し、幅広刀で切って殺した。ブラウンの部隊はジェローム・グランビルとジェイムズ・ハリスをハリスの小屋に戻らせた。

### ブラックジャックの戦い
6月2日、ジョン・ブラウンは、ブラックジャックの戦いで奴隷制度擁護派のヘンリー・C・ピート（後の南軍大佐）の他22人を捕虜にした。
1856年、公式の準州都はローレンスからわずか2マイル (3 km) 離れただけのルコンプトンに移された。同年4月、連邦議会下院調査委員会の3人がルコンプトンに到着し、事態の調査を行った。委員会報告書の大半は、ボーダー・ラフィアンズの干渉で選挙が不適切に行われたことを示していた。しかし、ピアース大統領は委員会の推薦するところに従わず、奴隷制度擁護派の固める議会を、合法のカンザス準州議会と認め続けた。7月4日、ピアースは連邦軍を派遣して、トピカにおける影の政府の集会を解散させた。

### オサワトミーの戦い
8月、数千の奴隷制度擁護派が軍隊を結成してカンザス準州内に行軍した。8月30日、ブラウンとその追随者幾らかが、「オサワトミーの戦い」で奴隷制度擁護派400人の兵士と交戦した。この敵対関係はさらに2か月も続いた後、ブラウンがカンザス準州を離れ、新しい準州知事ジョン・W・ギアリーが就任して、敵対する両側に和平をもたらすことができた。

### メルダジーン虐殺
最後の大きな暴力沙汰は1858年にボーダー・ラフィアンズが5人の自由州人を殺害したメルダジーン虐殺に触発されたものだった。
血を流すカンザスの暴力沙汰が1859年に終息するまでに、全部で56人が死んだ。

### 南北戦争
1861年に南北戦争が始まったことに続いて、カンザスとミズーリの州境ではさらにゲリラ的な暴力沙汰が起こった。

### ローレンス虐殺
1863年8月21日、ウィリアム・クァントリル率いるQuantrill's Raidersがローレンスを襲撃した。

## 憲法闘争
血を流すカンザスにおける暴力沙汰に付随して、カンザス州を統治することになる憲法に関する闘争があり、幾つかの憲法が起草された。
1855年に影の自由州政府が作られ、未登録ミズーリ州人投票者によってできた違法政府への抵抗を試みた「トピカ憲法」が起草された。
1857年カンザス州憲法制定会議が招集され、奴隷制度擁護派の「ルコンプトン憲法」と呼ばれることになる憲法案を起草した。それは奴隷制度に反対する投票を行う手段を与えていなかったので、奴隷制度廃止運動側は批准投票をボイコットした。ルコンプトン憲法はジェームズ・ブキャナン大統領に受け容れられ、ブキャナンは議会にその受容と州成立を促したが、議会はこれに同意せず、選挙を再度行うよう命じた。2度目の選挙では奴隷制度擁護派がボイコットし、奴隷制度廃止運動側が憲法案を否定することで勝利を宣言した。最終的にルコンプトン憲法は、それが住民過半数の意志を反映しているか明らかではなかったので、廃案とされた。
1859年半ば、「ワイアンドット憲法」が起草された。この憲法案には議会を制している奴隷制度廃止運動側の見解が盛り込まれた。選挙民の投票では2対1の比率で承認され、1861年1月29日、カンザス準州はその条件に自由州を求めることとして、合衆国にカンザス州として加入した。

## 遺産地域
2006年、アメリカ合衆国議会は新しく「自由のフロンティア国立歴史遺産地域」を作る法案を可決させた。この遺産地域では、ミズーリとカンザスの境界戦争に潜む話を物語り、開拓の話、および現在のこの地域に自由をもたらす闘争の歴史を語ることが任務とされている。自由のフロンティア国立歴史遺産地域には41の郡が入っており、そのうち29郡はカンザス州東部と中東部に、12郡はミズーリ州西部にある。

### 映像
- KCPT Kansas City Public Television and Wide Awake Films (2007).

Bad Blood, the Border War that Triggered the Civil War a documentary DVD (ISBN 0-9777261-42)